# Kleinoogombervis
De kleinoogombervis (Nebris microps) is een straalvinnige vissensoort uit de familie van ombervissen (Sciaenidae). De wetenschappelijke naam van de soort is voor het eerst geldig gepubliceerd in 1830 door Cuvier.
De vis komt voor de kust van Suriname voor, en aan de kust van het zuiden van de Verenigde Staten. De vis wordt in aanzienlijke aantallen in de kustwateren van Suriname aangetroffen.
De vis wordt zowel in Nederland als in Suriname verhandeld onder de naam botervis, die echter ook voor andere vissen gebruikt wordt.
De vis kan tot 40 cm lang en 570 g zwaar worden. De jongen leven in brak water en de vis bewoont de zanderige en modderige bodems bij de kust en in riviermondingen. Ze leven vooral van garnalen.